# Petra Ivánková
Petra Ivánková (* 20. Juni 1993) ist eine tschechische Grasskiläuferin. Sie startet seit 2009 im Weltcup und wurde 2011 Juniorenweltmeisterin in der Kombination.

## Karriere
Nach einigen Erfolgen in Nachwuchsbewerben des Tschechien-Cups startete Petra Ivánková im Mai 2008 erstmals bei FIS-Rennen und erreichte gleich bei ihrem Debüt im Slalom von Altenseelbach den fünften Rang. In weiteren zwei FIS-Rennen, die sie im Juni absolvierte, kam sie allerdings nicht ins Ziel. Ivánkovás erstes Weltcuprennen war die Super-Kombination von Wilhelmsburg am 6. Juni 2009, in der sie den 14. und zugleich letzten Platz belegte, damit aber ihre ersten Weltcuppunkte gewann. Ein weiteres Mal fuhr sie am 13. September mit Rang elf in der Super-Kombination von Forni di Sopra in die Punkteränge und erreichte damit in der Saison 2009 den 14. Gesamtrang. Im Juli und August 2009 nahm die Tschechin an der Juniorenweltmeisterschaft in Horní Lhota u Ostravy teil und erreichte dabei jeweils den fünften Platz im Super-G und in der Super-Kombination. Im Slalom und im Riesenslalom wurde sie nach Torfehlern disqualifiziert. Einen Monat später startete sie auch bei der Weltmeisterschaft in Rettenbach. Hier wurde sie Zehnte in der Super-Kombination und 13. im Super-G. Im Slalom und im Riesenslalom kam sie wie bei der Junioren-WM nicht in die Wertung.
Nachdem ihr Ende Mai 2010 die ersten Podestplätze in FIS-Rennen gelungen waren, erzielte Ivánková zum Auftakt der Weltcupsaison 2010 mit Platz vier im Riesenslalom von Čenkovice ihr bis dahin bestes Weltcupergebnis. Ein weiterer vierter Platz folgte am Ende des Sommers im Slalom von Sestriere. Mit weiteren vier Top-10-Resultaten erreichte sie als zweitbeste Tschechin den achten Platz im Gesamtweltcup. Bei der Juniorenweltmeisterschaft 2010 in Dizin wurde sie Vierte im Slalom, jeweils Fünfte im Riesenslalom und im Super-G (zeitgleich mit der Österreicherin Daniela Krückel) und Achte in der Super-Kombination. Auch in der Weltcupsaison 2011 verfehlte Ivánková wie im Vorjahr mehrmals nur knapp das Podest. Sie fuhr in drei Rennen auf den vierten Platz und wurde Fünfte im Gesamtweltcup. Bei der Weltmeisterschaft 2011 in Goldingen wurde sie Fünfte in der Super-Kombination, Sechste im Riesenslalom und Achte im Super-G. Nur im Slalom schied sie im ersten Durchgang aus. Erfolgreicher war sie bei der zugleich ausgetragenen Juniorenweltmeisterschaft, bei der sie jeweils Dritte im Slalom und im Super-G wurde und damit die aus diesen beiden Rennen gebildete Kombination gewann. Im Riesenslalom lag sie nach dem ersten Durchgang in Führung, schied jedoch im zweiten Lauf aus.
Nachdem sie bereits sechsmal einen vierten Platz in Weltcuprennen belegt hatte, gelangen Ivánková beim Weltcupfinale der Saison 2012 in Rettenbach ihre ersten Podestplätze, als sie jeweils Dritte im Slalom und in der Super-Kombination wurde. Sie fiel im Gesamtweltcup aber gegenüber dem Vorjahr zurück und belegte wie schon 2010 den achten Rang. Bei der Juniorenweltmeisterschaft 2012 in Burbach gewann Ivánková zwei Bronzemedaillen im Super-G und in der Super-Kombination. Den Riesenslalom beendete sie an fünfter Stelle, im Slalom war sie nicht gestartet.

## Erfolge

### Weltmeisterschaften
- Rettenbach 2009: 10. Super-Kombination, 13. Super-G
- Goldingen 2011: 5. Super-Kombination, 6. Riesenslalom, 8. Super-G

### Juniorenweltmeisterschaften
- Horní Lhota u Ostravy 2009: 5. Super-G, 5. Super-Kombination
- Dizin 2010: 4. Slalom, 5. Riesenslalom, 5. Super-G, 8. Super-Kombination
- Goldingen 2011: 1. Kombination, 3. Slalom, 3. Super-G
- Burbach 2012: 3. Super-G, 3. Super-Kombination, 5. Riesenslalom

### Weltcup
- Saison 2010: 8. Gesamtweltcup
- Saison 2011: 5. Gesamtweltcup
- Saison 2012: 8. Gesamtweltcup
- 2 Podestplätze